# الکساندر پانایاتوف
الکساندر پانایاتوف (روسی: Александр Серге́евич Панайотов؛ زادهٔ ۱ ژوئیهٔ ۱۹۸۴) خواننده، ترانه‌سرا اهل اوکراین است.